# Stachys kouyangensis
Stachys kouyangensis là một loài thực vật có hoa trong họ Hoa môi. Loài này được (Vaniot) Dunn miêu tả khoa học đầu tiên năm 1913.